# Vino naturale

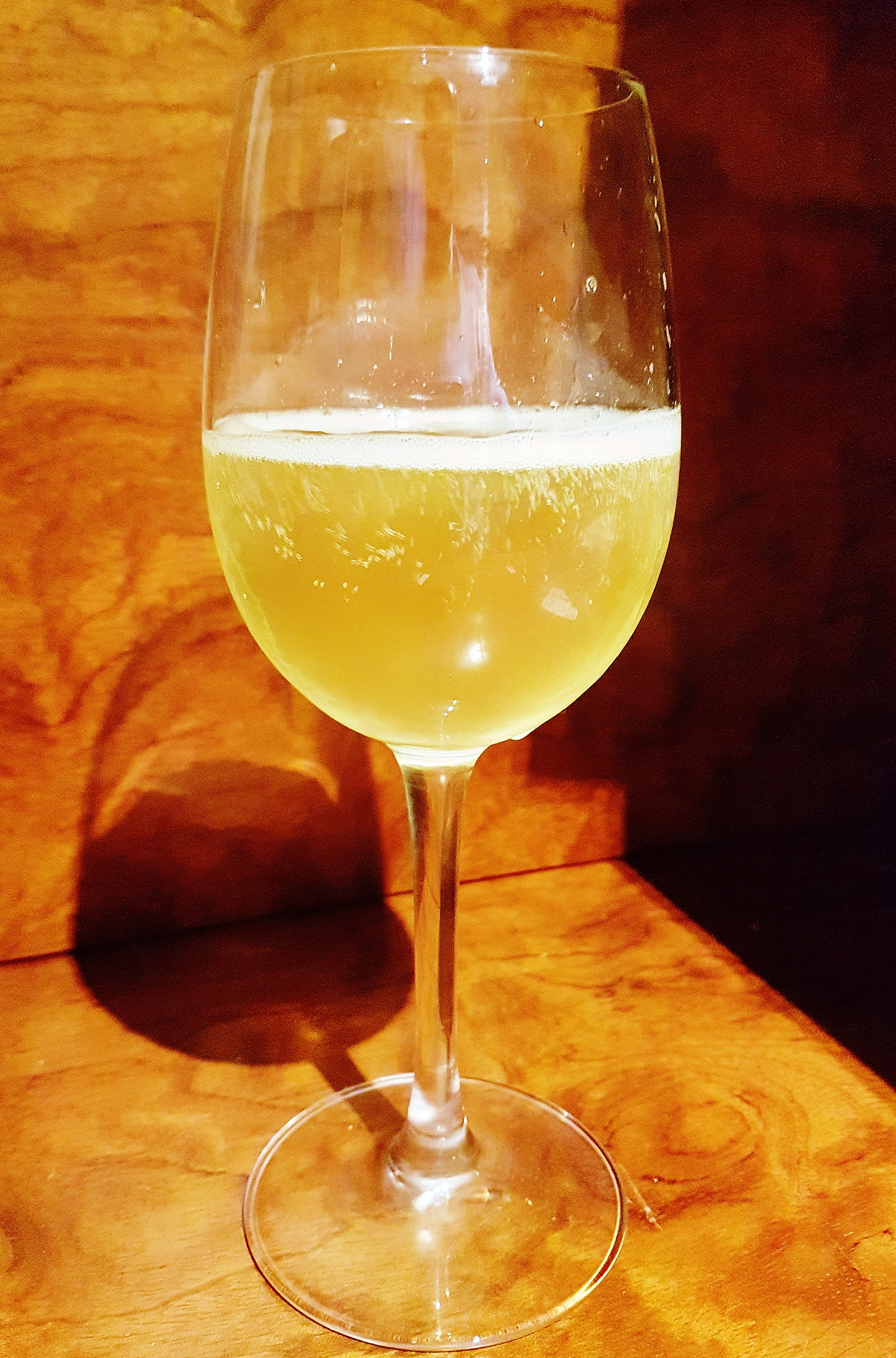
Vino naturale

Un vino naturale o vino secondo natura o vino vero o vino artigianale è un vino che viene realizzato mediante fermentazione spontanea del mosto, senza aggiunta di altre sostanze, fatta eventualmente eccezione per piccole quantità di anidride solforosa, vietando anche il ricorso a procedimenti invasivi.
Al momento non esiste alcuna legislazione (quantomeno nella UE) o un unanime consenso internazionale sulla esatta definizione di "vino naturale". Questa qualifica non è quindi certificata da nessun organismo accreditato e di terza parte, mancando un testo normativo comune o, almeno, di riferimento. Esiste comunque un vasto movimento per la creazione di un regolamento europeo di produzione.
Ci sono diverse associazioni che promuovono vino naturale. Queste associazioni di piccoli vignaioli producono secondo un disciplinare proprio. Le prime in assoluto sono state quelle francesi, poi si sono diffuse in tutto il mondo. Alcune di queste richiedono, oltre alla produzione biologica (e, spesso, anche l'obbligo di certificazione secondo la legislazione in materia), pure quella biodinamica, altre invece la rifiutano essendo una visione antroposofica che presuppone credenze esoteriche percepite come "non naturali".

## Storia
In Francia, viene fatto risalire ai grandi scioperi dei vignaioli nel 1903 e 1904 già chiedevano un "vino naturale", prodotto esclusivamente da succo d'uva senza il ricorso a metodi di fabbricazione artificiale. A Montpellier, il 9 giugno 1907, 600000 viticoltori si incontrarono per una grande manifestazione. Uno dei loro slogan era "Lunga vita al vino naturale!". Tra l'altro queste rivolte portarono all'adozione della legge del 29 giugno 1907 che proibiva la diluizione del vino aggiungendo acqua e l'abuso di zucchero.
Questa antica rivendicazione del mondo del vino si è poi unita alla domanda dei consumatori per un'alimentazione sana degli anni '80 (Slow Food) e i movimenti della società alla natura per dare vita al concetto attuale di vino naturale. Le associazioni di produttori più importanti ad oggi esistenti ed aventi come oggetto il vino naturale nascono agli inizi degli anni 2000.

## Principi

### Obiettivo
La produzione di un vino naturale vuole essere l'espressione naturale di un terroir, alla ricerca di un gusto "naturale", originario, del vino, derivante da una vinificazione naturale.

### Metodi
Dettagliando un poco la definizione in incipit si può dire che un vino naturale è un vino ottenuto da agricoltura biologica, senza il ricorso di coadiuvanti e additivi in cantina (salvo piccole dosi di solfiti), e utilizzando come fermentazione solo quella spontanea. Vitigni tradizionali del territorio e proprietà del vigneto o, comunque, gestione diretta, da parte del produttore, di vigneti di terzi, sono due requisiti quasi sempre previsti dagli statuti delle associazioni del vino naturale.
I metodi presentati di seguito sono quelli che riuniscono le varie associazioni di produttori di vini naturali e non costituiscono un elenco di obblighi. In effetti, come detto sopra, la dicitura "vino naturale" non è regolamentata e pertanto non è soggetta a riconoscimento condiviso rispetto una specifica definita e comune.

#### In vigna (viticoltura)
- Vendemmia manuale
- Pratica di viticoltura biologica, in cui le viti non sono trattate con prodotti non ammessi dalla legislazione in materia
- Coltivazione e impiego di vitigni tradizionali dell'areale di riferimento

#### In cantina (vinificazione)
- Fermentazione con lieviti indigeni (del vigneto) presenti sull'uva e non selezionati (a meno che non siano quelli naturalmente presenti in cantina, esclusivamente quella del produttore)
- Rifiuto di manipolazioni e tecniche invasive[9] (chiarifiche-se non per azione naturale-e filtrazioni, controllo artificiale della temperatura, procedimenti correttivi o di forzatura mediante apparecchiature o prodotti enologici, stabilizzazione chimica-fisica, ecc.)
- Nessuna aggiunta di presidi enologici[10], anche se ammessi nella vinificazione biologica
- Impiego di botti in legno-se di uso tradizionale nel territorio-comunque scariche di sostanze aromatizzanti (classico aroma boisè); a parte le tradizionali vasche in cemento, si possono utilizzare i comuni vasi vinari in acciaio inox purché privati dei dispositivi elettromeccanici o termo-condizionanti usati nella produzione convenzionale e biologica
- Utilizzo di solo zucchero endogeno per la rifermentazione, quando si produce vino frizzante o spumante (e ovviamente non utilizzando autoclave ma unicamente rifermentazione in bottiglia) a meno che, se del caso, il disciplinare di un vino a denominazione di origine obblighi a utilizzare zucchero esogeno per la rifermentazione.

Il concetto di "vino naturale" è, tuttavia, controverso. I viticoltori che descrivono la propria produzione come "vino naturale" hanno spesso opinioni diverse su altri vini naturali, e il principale ostacolo è rappresentato dalla diverse visioni sulle pratiche considerate accettabili. Questo rende una precisa definizione di "vino naturale" difficoltosa. Tutti però sono accomunati dal volere produrre autentico vino di terroir e rifiutare le numerose possibilità di intervento "artificiale" in cantina, rese possibili dall'attuale legislazione del vino biologico piuttosto permissiva (centrata quasi esclusivamente sulle pratiche in vigna).

## Differenze con la viticoltura biologica
Il vino biologico è prodotto da uve provenienti da agricoltura biologica e la sua vinificazione deve soddisfare specifiche biologiche. Questa dicitura è stata introdotta nel 2012 dall'apposito regolamento europeo ed è certificato da organismi accreditati a livello degli stati membri. I presidi enologici possono essere utilizzati, ma devono essere ammessi dal regolamento.
Il vino naturale rispetta generalmente le regole di viticoltura biologica, la differenza con vino biologico viene svolta principalmente nella vinificazione: un vino naturale deve provenire da una "vinificazione naturale" (ammostamento, fermentazione, macerazione, illimpidimento, maturazione, affinamento, stabilizzazione, eventuale presa di spuma e operazioni successive quando vino effervescente, senza impiego di altri mezzi-apparecchiature o sostanze- che non sia poco zolfo e, a tendere, neppure questo).